# Abbas ibn Firnas
Abbas ibn Firnas (Abu al-Qasim Abbas ibn Firnas, n.810 - d.887, în arabă: عباس بن فرناس) a fost un umanist, inginer, inventator, om de știință, poet arab. Andaluz de religie musulmană, Spania  și este renumit pentru cercetările sale despre zbor. Este una dintre figurile reprezentative ale Epocii de Aur a Islamului.

## Biografie
S-a născut într-o familie musulmană, cu origini arabo-berbere, în perioada Califatului Omeyyad din Peninsula Iberică , în orașul Ronda. Este cunoscut ca fiind un mare filosof, care a studiat unele dintre domeniile cele mai importante din acea epocă: chimie, fizică, astronomie. În ceea ce privește talentul poetic și aptitudinile sale în domeniul astrologiei , acestea i-au adus faima de care avea nevoie ca să ajungă la curtea lui Abd al-Rahman II (822-852), unde  își perfecționează cunoștințele despre poezie și se inițiază în arta muzicii.

## Activitate de cercetare
Datorită numeroaselor sale invenții, continuă să frecventeze această curte și în timpul succesorului său, Muhammad I (852 - 886). În timpul acestora, a scris numeroase elogii, prin care lăuda măreția și victoriile lor militare. În ceea ce privește activitatea sa științifică, a proiectat  o clepsidră, un ceas cu apă, cunoscut sub numele de Al-Maqata, după modelul celui produs de Heron din Alexandria. Este primul inventator din lumea musulmană, care a dezvoltat tehnica de tăiere a cristalului de stâncă. Până atunci, aceste activități se desfășurau în Egipt, iar prin contribuția sa, Ibn Firnas a făcut ca acest lucru să se producă și în Spania. A creat o sferă armilară pentru a vizualiza mișcarea astrelor și un planetariu, pe care l-a construit în laboratorul din casa lui. Alte invenții atribuite lui Ibn Firnas sunt: lentilele de corectare a vederii, un metronom, descoperă mijloacele de a obține sticla transparentă.  Toate aceste inovații vor influența descoperirile științifice din Europa, în perioada următoare.

## Aviație
În anul 852, Ibn Firnas decide să zboare pentru prima dată, de pe un turn din Cordoba, ajutat de o pânză enormă, care să îi amortizeze căderea. În urma lansării, a suferit răni minore, dar, pentru această încercare, a fost considerat creatorul primei parașute. O a doua încercare de zbor are loc în anul 880, la vârsta de 70 de ani, când a construit două aripi mobile din lemn, acoperite cu mătase și pene. Pornește tot din vârful unui turn, dar de această dată, zborul a fost un succes, reușind să plutească în aer timp de câteva minute, timp în care era urmărit de o mulțime de oameni invitați să asiste la această ocazie specială. Cu toate acestea, aterizarea a fost un mare eșec, inventatorul și-a fracturat două coaste, dar a constatat că ceea ce  îi lipsea era coada, care le ajută pe păsări să își dirijeze zborul și să amortizeze coborârea.

## Personalitate
Ibn Firnas moare la șapte ani de la această experiență, în anul 887. Mulți cercetători de după el vor aduce îmbunătățiri acestui „aparat de zbor” , pentru a atinge așteptările dorite. În mentalul musulman, Ibn Firnas a rămas ca primul om care a încercat să realizeze mitul lui Icar. În memoria lui, libienii au creat un timbru poștal cu chipul său, irakienii i-au construit o statuie pe drumul care duce către Aeroportul Internațional din Bagdad  și au denumit după el un alt aeroport din nordul Bagdadului. De asemenea, un crater de pe Lună îi poartă numele. Prin urmare, Ibn Firnas este considerat precursorul aeronauticii .